# 蕨後伯粉蝨
蕨後伯粉蝨（学名：Metabemisia filicis）为粉蝨科後伯粉蝨屬下的一个种。